# Wolfgang Köhler (Biostatistiker)
Wolfgang Köhler (* 16. Juli 1941 in Netphen; † 21. Februar 2017) war ein deutscher Mathematiker und Biostatistiker.

## Leben
Wolfgang Köhler studierte Mathematik und Physik an den Universitäten Marburg und Berlin, später auch Biologie und Genetik. Nach seinem Abschluss als Diplom-Mathematiker 1968 war er an der Freien Universität Berlin als Wissenschaftler tätig, promovierte 1973 und habilitierte sich 1977 in den Fächern Biometrie und Genetik. 1980 wurde Köhler zum Aufbau der Professur für Biometrie und Populationsgenetik an die Justus-Liebig-Universität Gießen berufen und hatte diese bis zum Eintritt in den Ruhestand Ende September 2006 inne.
Wolfgang Köhler forschte zu Fragen der Biostatistik und der Bioinformatik mit Arbeiten zu Modellbildung und Simulation, wobei für ihn stets die Anwendungsorientierung im Mittelpunkt stand. Auf den Methoden der Statistik basierend entwickelte er eine Umweltinformatik. Seine Forschungsarbeiten gaben wichtige wissenschaftliche Impulse auf den Gebieten der Genomanalyse und der Biodiversität von Agrarlandschaften. Er setzte sich – auch mehrfach als Dekan des Fachbereichs – für den Einsatz neuer Informationstechnologien in Forschung und Lehre ein.

## Ehrungen
Die Landwirtschaftliche und Veterinärmedizinische Universität Iași, Rumänien, verlieh ihm 1999 für seine besonderen Leistungen als Partnerschaftsbeauftragter und für sein Engagement bei der Förderung gemeinsamer Projekte in Forschung und Lehre die Ehrendoktorwürde.

## Werke
Zusammen mit Gabriel Schachtel und Peter Voleske: Biostatistik. Eine Einführung für Biologen und Agrarwissenschaftler. Springer Verlag Berlin, 2012, ISBN 978-3-642-29270-5